# 六郷村 (山形県)
六郷村（ろくごうむら）は、かつて山形県南置賜郡にあった村。

## 沿革
- 1889年（明治22年）4月1日 - 町村制施行に伴い南置賜郡一漆村、西藤泉村、轟村、西江俣村、桐原村、長橋村が合併し、六郷村が発足。
- 1954年（昭和29年）10月1日 - 米沢市に編入され消滅。